# Congrès britannique d'échecs
Le congrès britannique d'échecs est un ensemble de compétitions échiquéennes dont plusieurs tournois internationaux organisés par la fédération britannique des échecs (la British Chess Federation ou la British Chess Association).

## Palmarès
| Congrès Année | Congrès Année | Lieu       | Joueurs | Vainqueur(s)                                     | Deuxième(s)               | Troisième                                               | Notes |
| ------------- | ------------- | ---------- | ------- | ------------------------------------------------ | ------------------------- | ------------------------------------------------------- | --- |
| 1             | 1885          | Londres    | 16      | Isidor Gunsberg                                  | Henry Bird Antony Guest   |                                                         | Congrès de la British Chess Association                                                                                   |
| 2             | 1886          | Londres    | 13      | Joseph Henry Blackburne (vainqueur du départage) | Amos Burn (ex æquo)       | Isidor Gunsberg Jean Taubenhaus                         | 5e : James Mason ; 6e : S. Lipschütz ; 7e-8e : George Mackenzie et Johannes Zukertort match de départage en décembre 1897 |
| 3             | 1887          | Londres    | 10      | Amos Burn Isidor Gunsberg                        |                           | Joseph Blackburne                                       | 4e : Johannes Zukertort Le match de départage se termina par l'égalité (2,5-2,5)                                          |
| 4             | 1888          | Bradford   | 17      | Isidor Gunsberg                                  | George Mackenzie          | Curt von Bardeleben James Mason                         | 5e : Amos Burn ; 6e-7e : Joseph Blackburne et Miksa Weiss                                                                 |
| 5             | 1889          | Londres    | 11      | Henry Bird (vainqueur au départage)              | Isidor Gunsberg (ex æquo) | James Mason Oscar Mueller N. T. Miniati                 | Bird vainqueur grâce à un meilleur départage Sonneborn-Berger                                                             |
| 6             | 1890          | Manchester | 20      | Siegbert Tarrasch                                | Joseph Blackburne         | Henry Bird George Mackenzie Isidor Gunsberg James Mason | |
| 7             | 1892          | Londres    | 12      | Emanuel Lasker                                   | James Mason               | Rudolf Loman (en)                                       | 4e-5e : Henry Bird et Charles Locock                                                                                      |
|               | 1895          | Hastings   | 22      | Harry Nelson Pillsbury                           | Mikhaïl Tchigorine        | Emanuel Lasker Siegbert Tarrasch                        | 4e : Wilhelm Steinitz |

## Autres congrès internationaux organisés en Angleterre
- 1895 : congrès international organisé à Hastings remporté par Harry Nelson Pillsbury.
- 1899 : tournoi de la British Chess Association
  - tournoi principal : Lasker devant Géza Maróczy, David Janowski et Pillsbury.
  - tournoi mineur remporté par Frank Marshall devant Georg Marco
- 1922 : Londres, tournoi principal remporté par Capablanca devant Alekhine, Vidmar et Rubinstein

## Championnats amateurs britanniques
- 1886 (Londres) : victoire de Gattie devant Gaist, Hooke et Wainwright
- 1887 (Londres) : victoire de Charles Locock et Frederic Anger
- 1888 (Bradford) : victoire de Antony Guest devant George Scott
- 1889 (Londres) : victoire de George Wainwright
- 1890 (Manchester) : victoire de David Mills
- 1892 (Londres) : victoire de E. Jones-Bateman
- 1895 (Hastings) : victoire de Geza Maroczy devant Henry Atkins